# Honda Jazz
De Honda Jazz is een vijfdeurs hatchback personenauto geproduceerd door Honda in Japan, China, Brazilië, Thailand en Indonesië. De Honda Jazz werd in 1983 geïntroduceerd in Nederland, maar verdween in 1986 als model in Europa. In 2002 werd een compleet nieuwe Honda Jazz geïntroduceerd, gebaseerd op de Honda Fit.

## Honda Jazz AA (1983-1986)

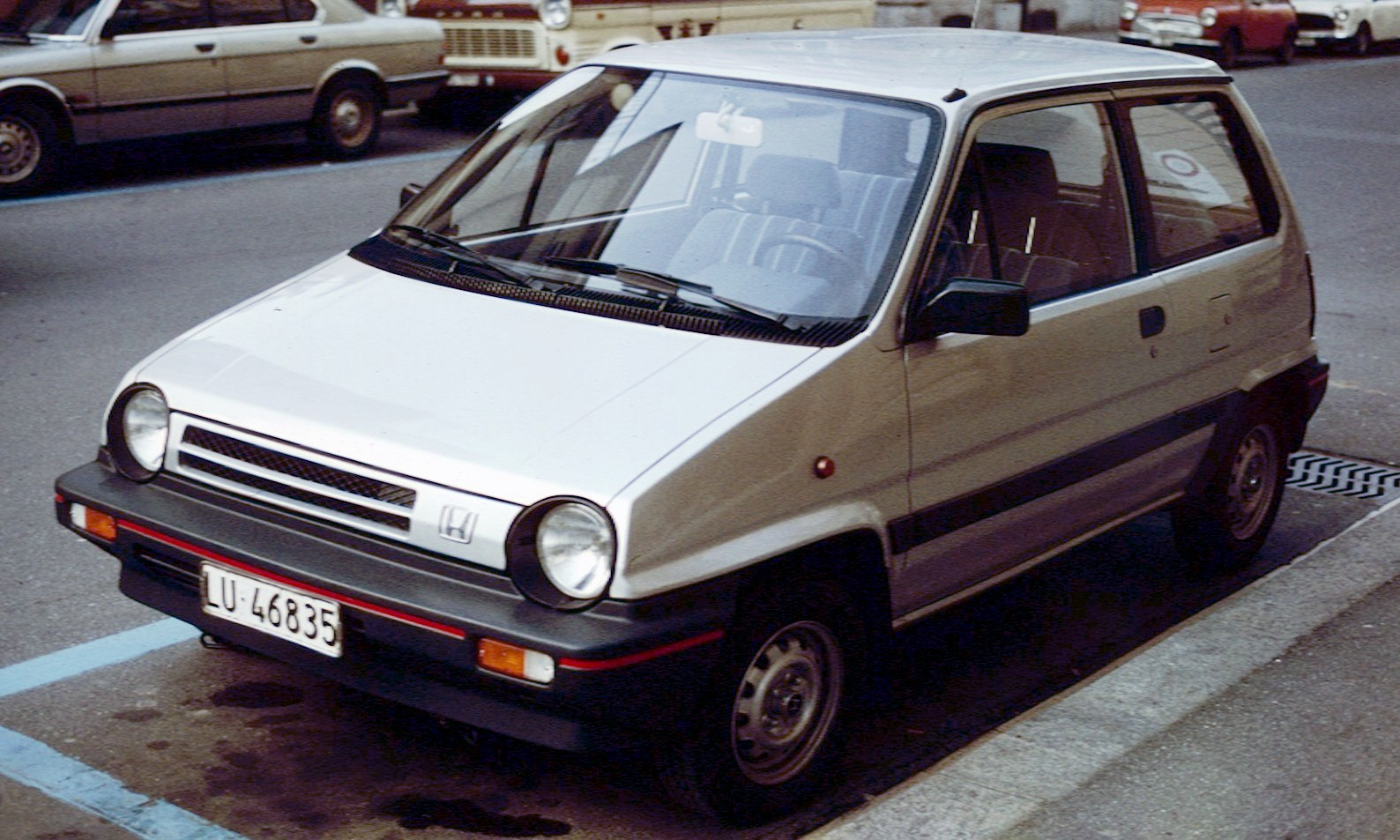
Honda Jazz (AA)

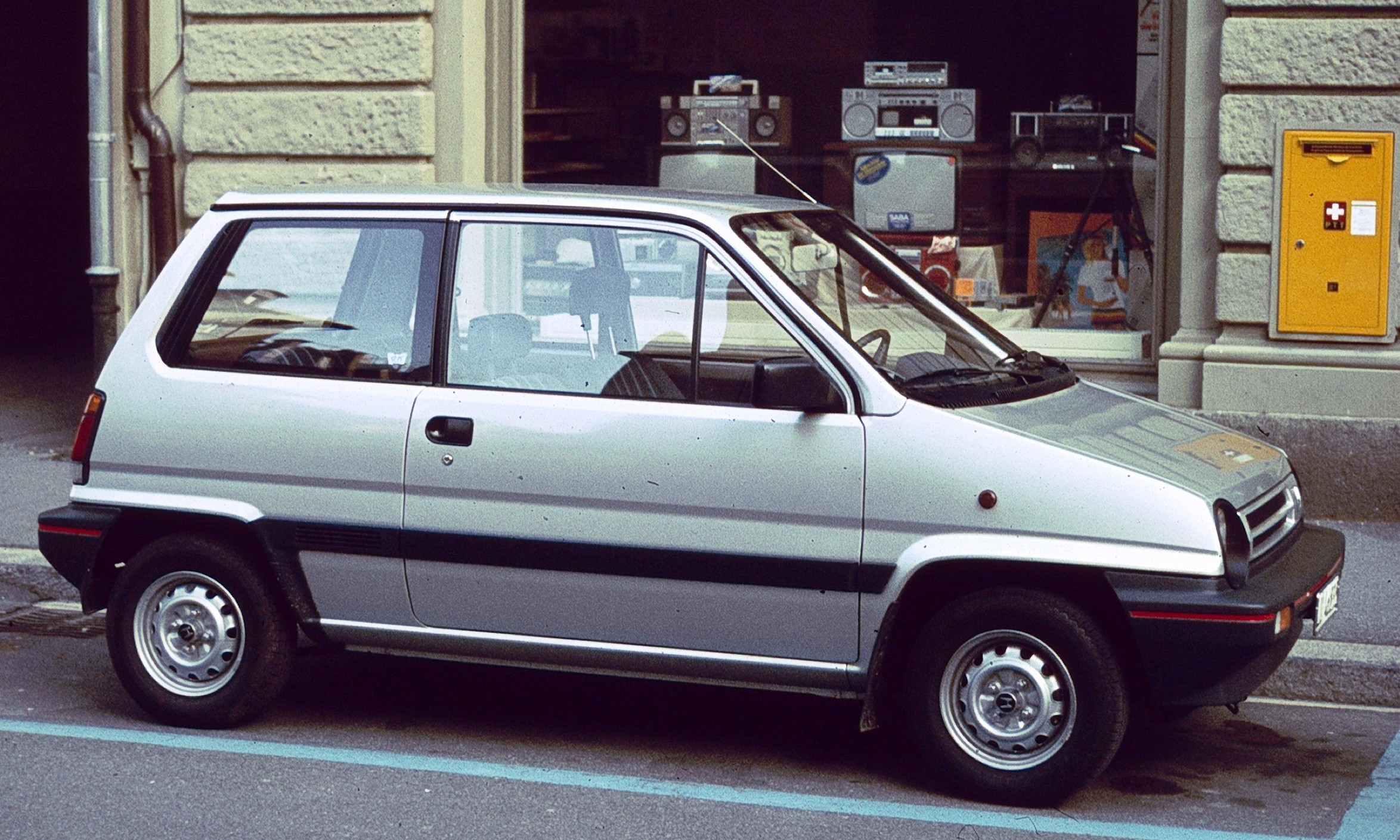
Honda Jazz (AA), zijkant

De eerste generatie Honda City werd in Nederland verkocht als Honda Jazz. De Honda Jazz had een 1,2-liter viercilinder ER benzinemotor.

### Honda Jazz 1.2 Special
De Jazz 1.2 Special was het basismodel, en het minst krachtig. De 1.2 Special heeft een maximaal vermogen van 33 kW of 45 pk bij 4500 tpm en een maximaal koppel van 82 Nm bij 2500 tpm. Dit model heeft een topsnelheid van 125 km/h. De 1.2 Special is voorzien van een handgeschakelde transmissie met vier versnellingen of een Hondamatic tweetrapsautomaat met overdrive.

### Honda Jazz 1.2 Luxe
De Jazz 1.2 Luxe is het topmodel van deze in Nederland geleverde generatie. Deze uitvoering heeft beschikking over de 1,2-liter ER1 motor met een maximaal vermogen van 41 kW of 56 pk bij 4500 tpm en een maximaal koppel van 93 Nm bij 3500 tpm. De 1.2 Luxe heeft een topsnelheid van 135 km/h. De 1.2 Luxe is voorzien van een handgeschakelde transmissie met vijf versnellingen.

## Honda Jazz GD (2002-2008)

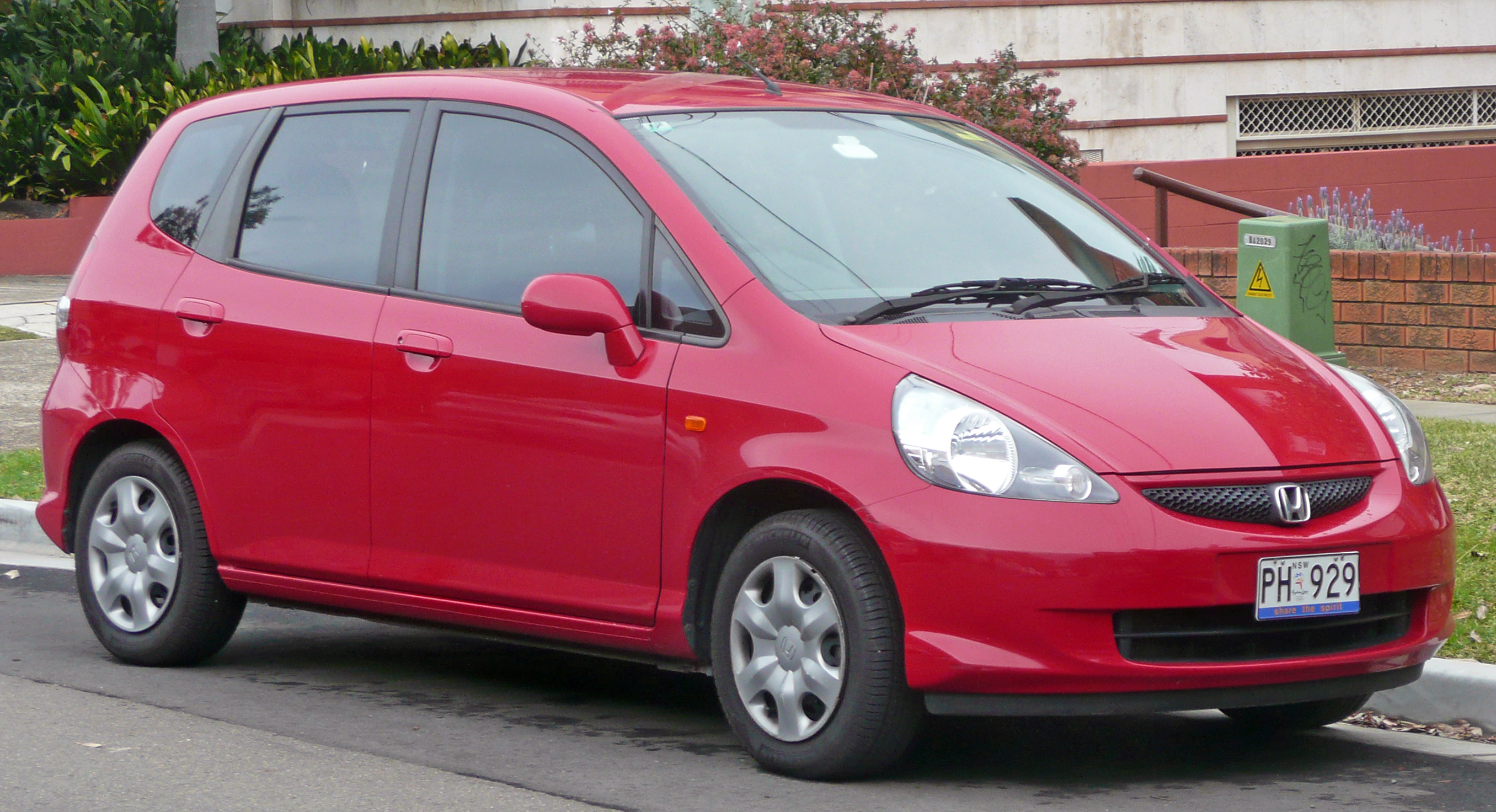
Honda Jazz (GD)

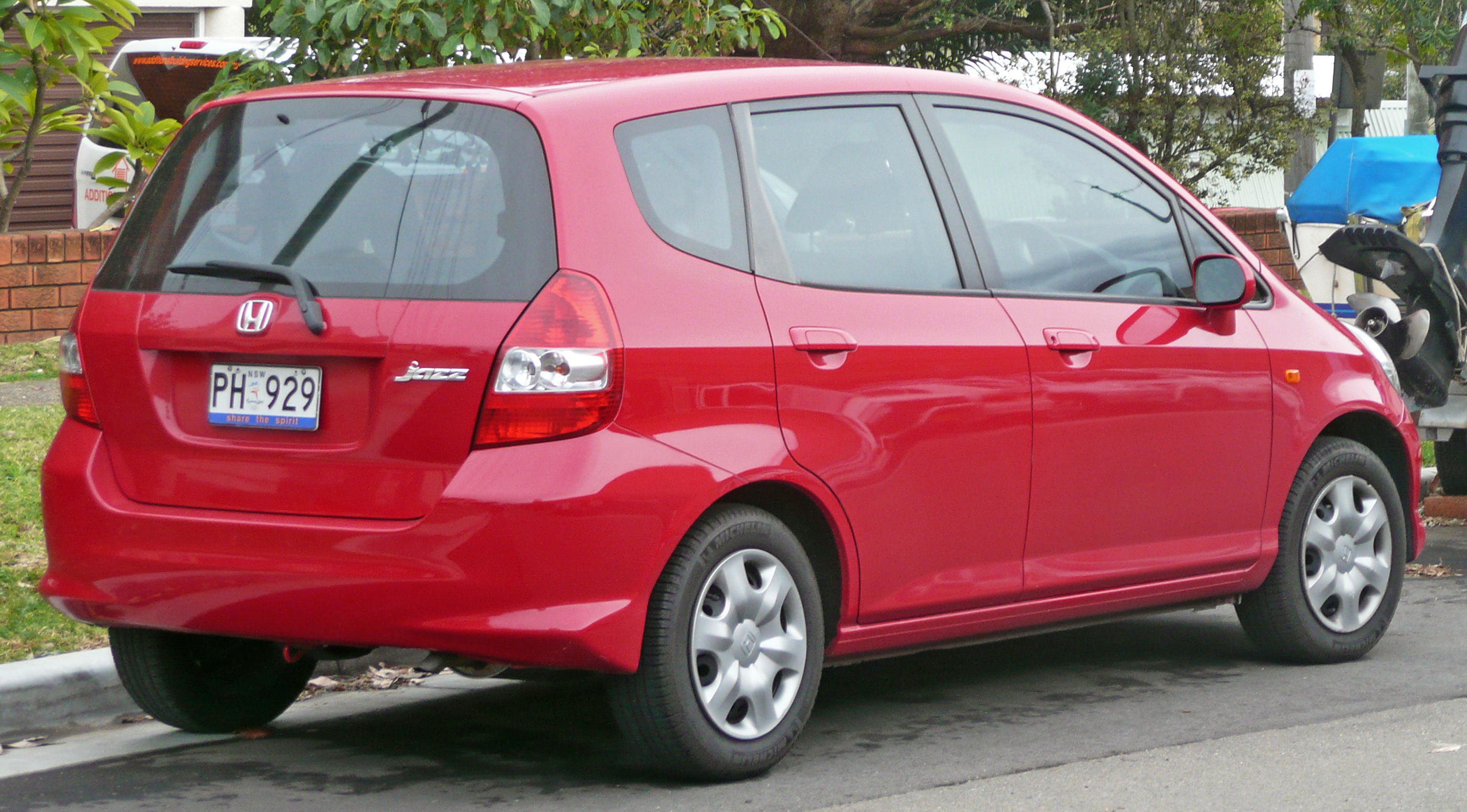
Honda Jazz (GD), achterzijde

In juni 2001 werd in Japan de nieuwe Honda Fit geïntroduceerd, een compacte vijfdeurs hatchback welke vanaf 2002 als Honda Jazz naar Europa zou komen. Uniek aan dit model is dat de brandstoftank weggewerkt is onder de voorstoelen.

### Aandrijving
Aanvankelijk was de Honda Jazz alleen leverbaar met de 1339 cc L13A viercilinder benzinemotor. Deze motor werd aangeboden als 1,4-liter motor om het verschil tussen de motorinhouden groot genoeg te laten lijken. In mei 2003 werd de 1,2-liter L12A i-DSI viercilinder benzinemotor toegevoegd aan het leveringsprogramma.
In oktober 2002 werd een continu variabele transmissie (CVT) met 7-traps semi-automatische bediening via tiptoetsen aan het stuur geïntroduceerd. Door het indrukken van de toets 7 Speed Mode onder de rechterspaak van het stuur wordt de sequentiële stand ingeschakeld. Een LED-lichtje in het dashboard geeft weer welke versnelling is gekozen. Door het opnieuw indrukken van de toets gaat het systeem weer over op de conventionele CVT-stand. De CVT beschikt daarnaast over verschillende rij-modi, zoals D1 (Drive, conventioneel), D2 (schakelverhoudingen aangepast op rijden in de stad), RS (snel accelereren), S1 (sportief), S2 (hoger toerental vasthouden, met name boven de 50 km/h) en L (lage snelheid, lage overbrenging en hoog toerental).

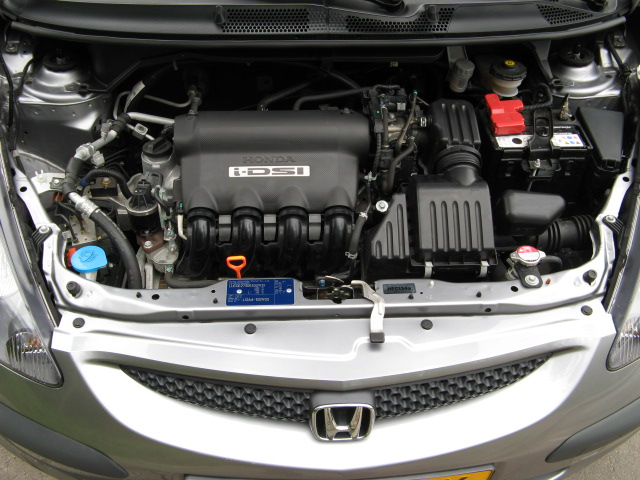
Honda Jazz 1.2 liter L12A i-DSI motor

#### Motor- en transmissieconfiguraties
| Motorcode  | Slagvolume          | Transmissie        | Aandrijving | Vermogen                    | Koppel              | Topsnelheid |
| ---------- | ------------------- | ------------------ | ----------- | --------------------------- | ------------------- | ----------- |
| L12A i-DSI | 1.2 liter (1246 cc) | 5v, handgeschakeld | vooras      | 57 kW of 78 pk bij 6000 tpm | 110 Nm bij 2800 tpm | 167 km/h    |
| L13A i-DSI | 1.4 liter (1339 cc) | 5v, handgeschakeld | vooras      | 61 kW of 83 pk bij 5700 tpm | 119 Nm bij 2800 tpm | 170 km/h    |
| L13A i-DSI | 1.4 liter (1339 cc) | CVT, 7-traps       | vooras      | 61 kW of 83 pk bij 5700 tpm | 119 Nm bij 2800 tpm | 170 km/h    |

| Motorcode  | Slagvolume          | Transmissie                     | Aandrijving | Vermogen                     | Koppel              |
| ---------- | ------------------- | ------------------------------- | ----------- | ---------------------------- | ------------------- |
| L13A i-DSI | 1.3 liter (1339 cc) | Honda Multimatic S CVT, 7-traps | vooras      | 63 kW of 86 pk bij 5700 tpm  | 119 Nm bij 2800 tpm |
| L13A i-DSI | 1.3 liter (1339 cc) | Honda Multimatic S CVT, 7-traps | 4WD         | 63 kW of 86 pk bij 5700 tpm  | 119 Nm bij 2800 tpm |
| L15A1 VTEC | 1.5 liter (1497 cc) | 5v, handgeschakeld              | vooras      | 81 kW of 110 pk bij 5800 tpm | 143 Nm bij 4800 tpm |
| L15A1 VTEC | 1.5 liter (1497 cc) | Honda Multimatic S CVT, 7-traps | vooras      | 81 kW of 110 pk bij 5800 tpm | 143 Nm bij 4800 tpm |
| L15A1 VTEC | 1.5 liter (1497 cc) | Honda Multimatic S CVT, 7-traps | 4WD         | 81 kW of 110 pk bij 5800 tpm | 143 Nm bij 4800 tpm |

### Wielophanging en onderstel
De wielophanging van de vooras is onafhankelijk volgens het McPherson-systeem en wordt geveerd met schroefveren. De wielophanging van de achteras is semi-onafhankelijk en wordt ook geveerd met schroefveren. De voor- en achteras beschikken over een stabilisatorstang. De bandenmaat voor en achter is 175/65R14. De Jazz 1.4i ES en Jazz 1.4i ES Sport hebben de bandenmaat 185/55R15.

### Veiligheid
Alle Honda Jazz GD-modellen beschikken standaard over antiblokkeersysteem, remkrachtverdeling en remassistent. De bestuurder, passagier en zijkanten voor beschikken over airbags.
Huidige modellen België & Nederland:
Civic ·
CR-V ·
HR-V ·
e ·
Jazz ·
NSX
Overige modellen internationaal:
Life ·
Zest ·
N BOX ·
Acty ·
Vamos ·
Civic Hybrid ·
FCX Clarity ·
Freed ·
Stream ·
StepWGN ·
Odyssey ·
Elysion ·
Crosstour ·
Passport ·
Pilot ·
Ridgeline
Uit productie:
N ·
Z ·
Today ·
That's ·
T ·
TN ·
S ·
Beat ·
Logo ·
Capa ·
Mobilio ·
L ·
S-MX ·
Airwave ·
CRX ·
1300 ·
Quintet ·
Integra ·
Concerto ·
Domani ·
Prelude ·
Ascot ·
Avancier ·
FR-V ·
Shuttle ·
Inspire ·
Legend ·
HR-V ·
Crossroad ·
Element ·
Horizon ·
Tourmaster ·
S2000 ·
NSX